# Krížová Ves
Krížová Ves (em húngaro: Keresztfalu; alemão: Kreuz; polonês/polaco: Krzyżowa Wieś) é um município da Eslováquia, situado no distrito de Kežmarok, na região de Prešov. Tem 11,93 km² de área e sua população em 2018 foi estimada em 2.259 habitantes.

## Demografia
| Ano:        | 1994 | 2004    | 2014    | 2024    |
| ----------- | ---- | ------- | ------- | ------- |
| Broj ljudi: | 1480 | 1719    | 2121    | 2424    |
| Razlika:    |      | +16,14% | +23,38% | +14,28% |

| Ano:               | 2023 | 2024   |
| ------------------ | ---- | ------ |
| Número de pessoas: | 2380 | 2424   |
| Diferença:         |      | +1,84% |